# Pelasger

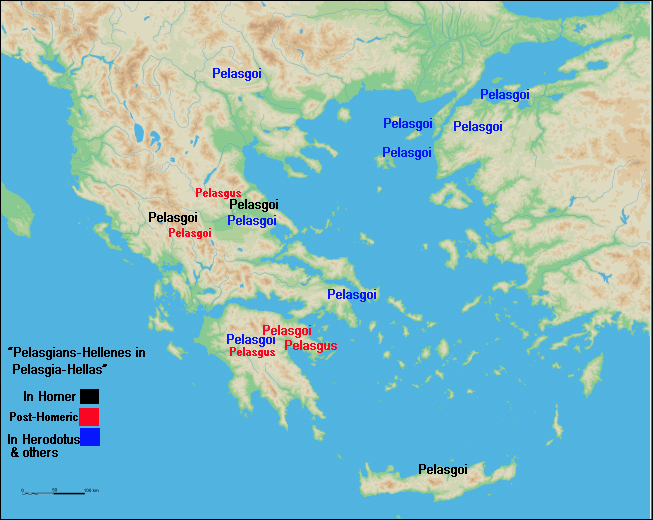
Karta över pelasgernas utbredning.

Pelasger (gr:Πελασγοί - Pelasgoí, s. Pelasgós) kallades den indoeuropeiska urbefolkning som talade pelasgiska och var bosatta i Dodona, Thessalien, Attika och i delar av Argolis, troligtvis före grekers ankomst i området. Senare har pelasger använts som beteckning även för sådana folkgrupper i Mindre Asien och Kaukasus.[källa behövs]
Deras egentliga ursprung är omtvistat och enligt antika källor kan man dra olika slutsatser. En del anser att de var en hellensk stam, en protohellensk stam, en stam som var besläktad med hellenerna. Andra anser att de var en helt egen stam med annat språk och kultur.
Ytterligare en tredje teori är att pelasger var besläktade med illyrierna. I det språk som pelasger använde går det att se likheter med det språk som användes av illyrierna.